# La belleza del mundo
La belleza del mundo es la última novela y penúltima obra narrativa del escritor argentino Héctor Tizón. Originalmente fue publicada en 2004 por la editorial Seix Barral. En el mismo año de la publicación de este libro, su autor recibió el premio Konex. Se editó también en Alemania, Francia e Israel.

## Argumento y título
La novela está dividida en tres partes, tituladas respectivamente «Antes», «Transcurrieron veinte años» y «Ahora». Cuenta la historia de un hombre llamado Lucas, dedicado a la apicultura en la provincia argentina de Mendoza. Al principio, contrae matrimonio con Laura, casi adolescente, pero luego ella escapa con Venancio, un cliente habitual de Lucas. Por eso, luego se hace marinero en los ríos de Argentina, hasta que se encuentra con una mujer llamada Virgina. Cuando ella le propone casarse, Lucas huye, y tras veinte años de ausencia, regresa al pueblo, para descubrir que Laura había sido asesinada por Venancio y que ambos habían tenido una hija, llamada igual que su madre.
En una entrevista con Emiliano Matías Campoy en 2008, Tizón mencionó explicó el origen del título: 

Una de mis novelas se llama La belleza del mundo, y es el sentimiento que tiene el personaje principal, el que va haciendo un largo viaje para olvidar algo, justamente, hacer la operación del olvido, es lo que a cada rato le surge. Que en definitiva, si logramos realmente convencernos de la belleza del mundo, habremos cumplido con un deber impuesto por los dioses, que nos han puesto aquí, se supone, para tratar de ser felices.

En su libro de cuentos Memorial de la Puna (2012), en el relato «El hombre que vino del río», Tizón continúa las peripecias de Lucas.

## Influencias
Se ha mencionado el parecido del argumento de esta novela en relación con De ratones y hombres de John Steinbeck, y también en relación con otras obras de Tizón. También se ha observado que la novela tiene un paralelo con La Odisea de Homero, dado que los epígrafes que dan inicio a cada capítulo están tomados de dicha obra, y que su trama consiste en la historia de un varón viajero y marinero, ausente por veinte años de sus pagos. De hecho, una reseña del diario Página 12 se refirió a este texto como «épica sin atributos». A la vez, se relacionó esta novela con el mito de Adán y Eva, el paraíso, la crisis de identidad, el olvido, la redención y el tiempo circular.
Además, se ha considerado que La belleza del mundo es «la memoria de Héctor Tizón», dado que es su última obra y en ella se condensan elementos que ya existían en sus trabajos anteriores. Sin embargo, esta novela, a diferencia de las anteriores de su autor, toca el tema del amor como refugio y como paz, aunque finalmente se quiebra y desaparece. Toda la trayectoria de Lucas en la novela es un camino de despojo y «de crecimiento».

## Recepción
La novela en general tuvo una buena recepción por parte de la crítica argentina. Por ejemplo, Página 12 elogió su estilo austero, pero criticó que en las últimas dos partes hubiera sentencias sobre la vida. La Voz del Interior la consideró «profunda» y «conmovedora».